# Metriocnemus subrostratus
Metriocnemus subrostratus är en tvåvingeart som beskrevs av Edwards 1931. Metriocnemus subrostratus ingår i släktet Metriocnemus och familjen fjädermyggor. Inga underarter finns listade i Catalogue of Life.